# أطباء من أجل حقوق الإنسان
أطباء من أجل حقوق الإنسان ( PHR ) هي منظمة غير حكومية غير ربحية تعنى بحقوق الإنسان. يقع مقرها في الولايات المتحدة. تستخدم المنظمة الطب والعلوم لتوثيق الفظائع الجماعية والانتهاكات الجسيمة لحقوق الإنسان في جميع أنحاء العالم وتعمل على مناصرتها. يقع المقر الرئيسي للمنظمة في مدينة نيويورك ، ولها مكاتب في بوسطن وواشنطن العاصمة. تأسست في عام 1986 لاستخدام المهارات الفريدة ومصداقية المهنيين الصحيين للدفاع عن العاملين الصحيين المضطهدين ، ومنع التعذيب ، ولتوثيق الفظائع الجماعية ومحاسبة منتهكي حقوق الإنسان.
1. 1 2   https://www.charitynavigator.org/ein/222488437. اطلع عليه بتاريخ 2022-02-04. {{استشهاد ويب}}: |url= بحاجة لعنوان (مساعدة) والوسيط |title= غير موجود أو فارغ (من ويكي بيانات) (مساعدة)
2. ↑  ROR Data (بالإنجليزية) (v1.19 ed.), 16 Feb 2023, DOI:10.5281/ZENODO.7644942, QID:Q116976023
3. 1 2 3   https://www.charitynavigator.org/ein/222488437. اطلع عليه بتاريخ 2022-02-04. {{استشهاد ويب}}: |url= بحاجة لعنوان (مساعدة) والوسيط |title= غير موجود أو فارغ (من ويكي بيانات) (مساعدة)